# Lista de canais disponíveis na televisão por assinatura do Brasil
Esta é uma lista de canais disponíveis na televisão por assinatura do Brasil, que contém a listagem dos canais de televisão disponíveis nas operadoras de TV por assinatura que operam seus serviços no território brasileiro, sendo divida por gênero de programação e por tipo de canal.

## Adultos
- Playboy TV
- Sextreme
- Sexy Hot
- Venus

## Agronegócio
- AgroMais
- Canal do Boi[1]
- Canal Rural[1][2]
- Terraviva[1][3]
- Agro Canal
- Canal do Criador[4]
- TV Milagro Brasil[5]
- Canal Agroplus[6]

## Aventura, documentários e factuais
- Animal Planet[7]
- Discovery Channel[8]
- Discovery Science
- Discovery Theater[9]
- HGTV
- History[10]
- History 2[11]

## Cinematográficos/Dramatúrgicos
- A&E
- AMC
- AXN
- Canal Brasil
- Cine Brasil TV
- Cinemax
- Comedy Central Brasil
- HBO
- HBO 2
- HBO Family
- HBO Mundi
- HBO+
- HBO Pop
- HBO Signature
- HBO Xtreme
- Paramount Network
- Prime Box Brazil
- Sony Channel
- Sony Movies
- Space
- Studio Universal
- TCM
- TNT
- TNT Novelas
- TNT Séries
- Universal TV
- USA Network
- Warner Channel

## Educativos
- Canal Educação
- Canal Universitário
- COM Brasil TV
- English Club TV
- Futura
- SescTV
- TV Caravelas
- TV Escola
- Univesp TV

## Entretenimento, artes e variedades
- Adult Swim
- Arte 1
- BET
- Canal 21
- Canal Seven
- Comedy Central
- Curta!
- Canal K
- E!
- Eurochannel
- Film&Arts
- Globoplay Novelas
- Investigação Discovery
- Modo Viagem
- Multishow
- PlayTV
- Woohoo

## Entretenimento para jovens adultos
- MTV

## Esportivos
- BandSports[3]
- Combate[12]
- ESPN
- ESPN 2
- ESPN 3
- ESPN 4
- ESPN 5
- ESPN 6
- ESPNU
- ESPNews
- ESPN Deportes
- FS1
- FS2
- Fox Deportes
- FishTV
- Fuel TV
- TyC Sports Internacional
- NBA TV
- MLB Network
- NFL Network
- Golf Channel
- Tennis Channel
- Premiere
- SporTV
- SporTV 2
- SporTV 3
- SportyNet
- NSports[13]

## Estilo de vida
- Discovery Home & Health
- Discovery Turbo
- Discovery World
- Food Network
- GNT
- HGTV
- Lifetime
- Off
- TLC
- Travel Box Brazil

## Exclusivamente cinematográficos
- Megapix
- Telecine Action
- Telecine Cult
- Telecine Fun
- Telecine Pipoca
- Telecine Premium
- Telecine Touch

## Generalistas (TV aberta e por assinatura)
- Band
- Band Internacional
- CNT
- RBI
- Record[nota 1]
- Record Internacional
- Rede Brasil
- RedeTV![nota 1]
- SBT[nota 1]
- SBT Internacional
- TV Gazeta
- TV Globo
- TV Globo Internacional

## Internacionais
- Al Jazeera (Oriente Médio e Norte da África)
- Arirang TV (Coreia do Sul)
- BBC World News (Reino Unido)
- Bloomberg Television (Estados Unidos)
- CGTN (China)
- CNN en Español (América Latina e Estados Unidos)
- CNN International (Estados Unidos)
- DW (Alemanha)[15]
- Euronews (União Europeia)[16]
- Fox News Channel (Estados Unidos)[17]
- France 24 (França)
- NHK World-Japan (Japão)[18]
- Rai Italia (Itália)[19]
- RCN Nuestra Tele Internacional (Colômbia)
- RTP Internacional (Portugal)[20]
- SIC Internacional (Portugal)[21]
- Telefe Internacional (Argentina) [22]
- TV5Monde (França) [23]
- TVE Internacional (Espanha) [24]
- África News

## Infantis
Infantil (crianças e pré-adolescentes em idade do ensino fundamental [do 1.º ao 7.º ano])
- Cartoon Network
- DreamWorks Channel
- Gloob
- Gulli
- Nickelodeon
- Tooncast

Infantil (crianças em idade pré-escolar)
- Cartoonito
- Discovery Kids
- DumDum
- Gloobinho[25]
- Nick Jr.
- TV Rá-Tim-Bum

## Jornalísticos
- BandNews TV
- CNN Brasil
- GloboNews
- Record News
- TV Jovem Pan News
- BM&C News
- CNN Brasil Money
- Times Brasil

## Meteorológicos
- Climatempo

## Moda
- FashionBox
- FashionTV

## Musicais
- Bis
- MCM Top
- MTV Live
- MTV 00s
- Music Box Brazil
- NickMusic
- RFM TV
- Trace Brasil
- Trace Latina
- Trace Toca
- Trace Urban

## Poder público (TV aberta e por assinatura)
- Canal Gov
- TV Brasil
- TV Brasil Internacional
- TV Câmara
- TV Cultura
- TV Justiça
- TV Senado

## Religiosos (TV aberta)
- TVCi
- Redevida
- RIT
- TV Aparecida
- TV Canção Nova
- TV Novo Tempo
- TV Pai Eterno

## Canais por tipo

### Obrigatórios
A Agência Nacional de Telecomunicações (Anatel) obriga as operadoras a carregarem a cada três canais de conteúdo estrangeiro (execeto para os canais de conteúdos jornalísticos e esportivos), um canal cuja programação cumpra os critérios definidos pela Agência Nacional do Cinema (Ancine) como sendo de "conteúdo nacional", chamados de "canais brasileiros de espaço qualificado", de acordo com a lei n.° 12.485 de 2011. As operadoras podem removê-los de suas grades caso eles deixem de ser considerados como "conteúdo nacional" pela Ancine. Tal como em setembro de 2017, os canais considerados como de espaço qualificado pela agência são os listados abaixo.
Canais brasileiros de espaço qualificado (CABEQ)
- Arte 1
- Bis
- Canal Brasil
- Canal Empreender
- Canal K
- Cine Brasil TV
- Climatempo
- Curta!
- FashionTV
- FishTV
- Modo Viagem
- Off
- Prime Box Brazil
- Travel Box Brazil
- TV Rá-Tim-Bum
- PlayTV
- Woohoo

Canais super-brasileiros sem radiodifusão (SBsR)
- Canal Brasil
- Cine Brasil TV
- Curta!
- Prime Box Brazil

Canais super-brasileiros (SB)
- Cine Brasil TV
- Curta!
- Prime Box Brazil

Canais de espaço qualificado programados por produtora independente
- Canal K
- Cine Brasil TV
- Climatempo
- Curta!
- FashionTV
- FishTV
- Music Box Brazil
- Travel Box Brazil
- TV Rá-Tim-Bum
- Woohoo

Canais de espaço qualificado (CEQ)
- A&E
- Adult Swim
- AMC
- Boomerang
- Cartoon Network
- Comedy Central
- Discovery Channel
- Discovery Civilization
- Discovery Home & Health
- Discovery Kids
- Discovery Science
- Discovery Theater
- Discovery World
- DumDum
- E!
- Eurochannel
- Film&Arts
- Food Network
- Globoplay Novelas
- Gloob
- Gloobinho
- GNT
- HBO
- HBO 2
- HBO Family
- HBO Mundi
- HBO+
- HBO Pop
- HBO Signature
- HBO Xtreme
- History
- History 2
- Investigação Discovery
- Lifetime
- Megapix
- MTV
- Multishow
- Nick Jr.
- Nickelodeon
- Paramount Network
- Sony Channel
- Space
- Studio Universal
- TCM
- Telecine Action
- Telecine Cult
- Telecine Fun
- Telecine Touch
- Telecine Pipoca
- Telecine Premium
- TLC
- TNT
- TNT Novelas
- TNT Séries
- Tooncast
- TV5Monde
- Universal TV
- USA Network
- Warner TV

### Abertos
Os canais de TV aberta terrestre, que são carregados obrigatoriamente por operadoras de direct-to-home (DTH), foram listados abaixo. Este tipo de operadora utiliza satélites para a transmissão e antenas parabólicas para a recepção de sinal, fazendo com que tenham abrangência nacional. Por essas condições técnicas, as operadoras de DTH não têm como carregar todos os canais abertos terrestres em sua área de cobertura, como prevê a regulamentação da TV por assinatura aprovada em 2012.
Para resolver a questão, a Anatel definiu novas regras, e de acordo com elas, 14 redes foram definidas como sendo nacionais, fazendo assim que as operadoras devem oferecê-los obrigatoriamente aos seus assinantes. O número subiu para 16 em setembro de 2016. A operadora, se incluir um desses canais em sua grade de canais, deve incluir também todos os outros 15 canais restantes. A regra vale apenas para o sinal analógico desses canais. Os canais governamentais, mantidos pelo Estado brasileiro e as instituições ligadas a ele, também são de transmissão obrigatória pelas operadoras de TV por assinatura.
As operadoras de televisão a cabo, assim como as DTH, também são obrigadas a carregar todos os sinais de televisão aberta terrestres disponíveis na sua área de cobertura. Os canais abertos transmitidos por satélite, incluindo também os que possuem transmissão aberta no satélite e também por sinal aberto terrestre, disponíveis nas operadoras de TV por assinatura, também foram listados. Em algumas redes, as operadoras usam o sinal da emissora afiliada da região ou os dois sinais (rede e afiliada).
Não obrigatórios
- Boa Vontade TV
- Canal do Boi
- Canal Rural
- Futura
- Polishop TV
- Rede Gênesis
- Terraviva

Obrigatórios
- CNT
- Ideal TV
- RCI
- RBI
- Record News
- RecordTV[nota 1]
- Rede Bandeirantes
- Rede Brasil
- Rede Vida
- RedeTV![nota 1]
- RIT
- SBT[nota 1]
- TV Aparecida
- TV Brasil
- TV Canção Nova
- TV Câmara
- TV Caravelas
- TV Cultura
- TV Escola
- TV Globo
- TV Justiça
- TV Novo Tempo[37]
- TV Senado

### Pay-per-view
- Cine Sky
- Combate
- Dog TV
- ESPN Extra
- HBO
- HBO Family
- HBO+
- HBO Signature
- HBO 2
- HBO Mundi
- HBO Pop
- HBO Xtreme
- Playboy TV
- Premiere
- Sex Privê
- Sextreme
- Sexy Hot
- Telecine Action
- Telecine Cult
- Telecine Fun
- Telecine Touch
- Telecine Pipoca
- Telecine Premium
- Venus